# Plai (Hunyad megye)
Plai falu Romániában, Erdélyben, Hunyad megyében.

## Fekvése
Blezseny (Blăjeni) mellett fekvő település.

## Története
Plai korábban Blezseny (Blăjeni) része volt. 1956-ban vált külön településsé 401 lakossal.
1966-ban 345, 1977-ben 321, 1992-ben 230, a 2002-es népszámláláskor 195 román lakosa volt.